# Андрагона (Пескара)
Андрагона (итал. Andragona) је насеље у Италији у округу Пескара, региону Абруцо.
Према процени из 2011. у насељу је живело 23 становника. Насеље се налази на надморској висини од 436 м.